# Porsche 924
La Porsche 924 è un'autovettura prodotta dalla casa automobilistica tedesca Porsche dal 1976 fino al 1985. 
La 924 è una coupé a due porte in configurazione 2+2 posti (quelli dietro comodi solo per bambini), la 924 rimpiazzò la 914 come modello entry-level, e fu il modello che di fatto negli USA mandò in pensione la 912.

## Il contesto

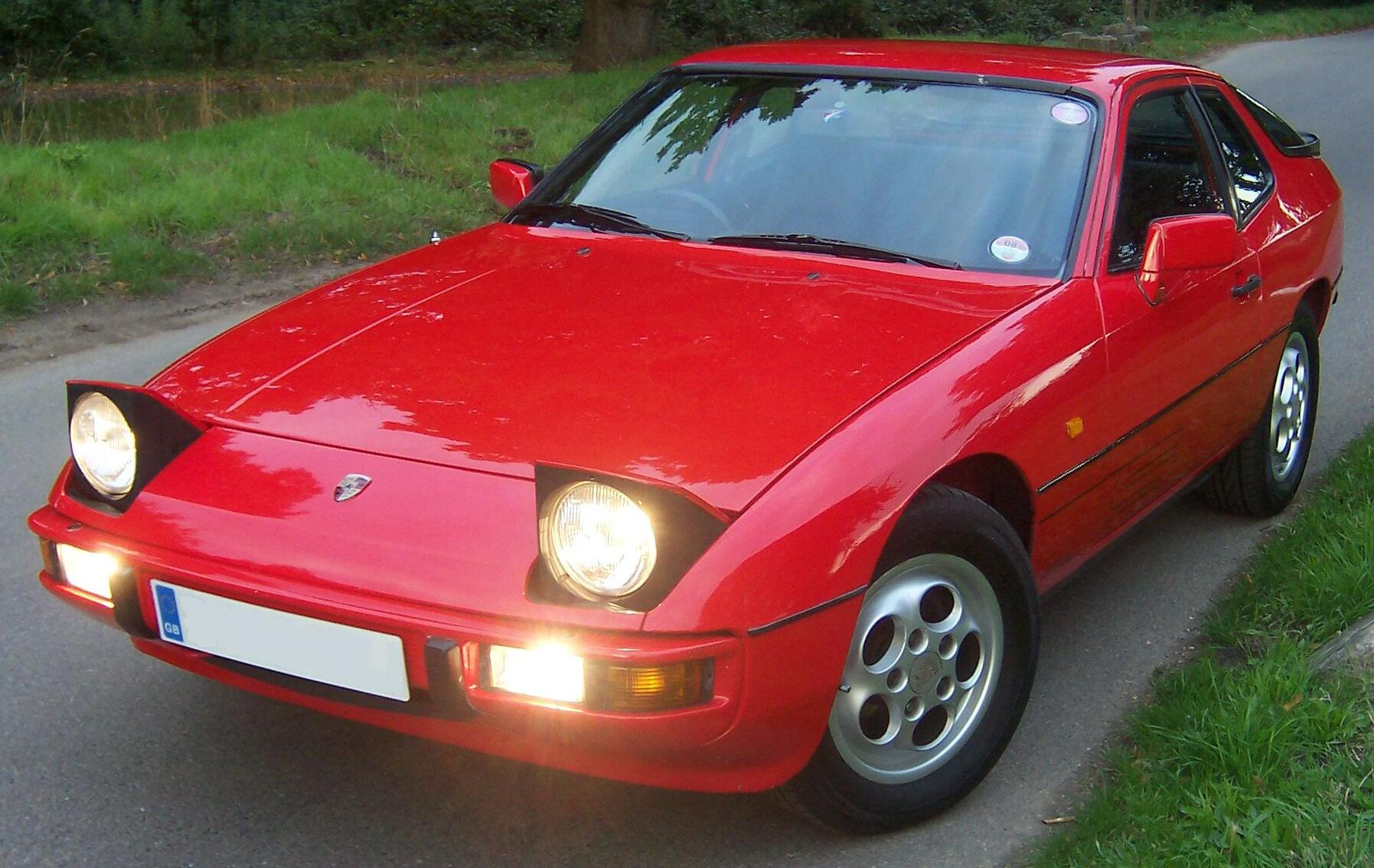
924S

Fu la prima Porsche prodotta a motore anteriore raffreddato a liquido e con lo schema trasmissivo transaxle, nonostante l'imponente 928 (caratterizzata dalle stesse soluzioni tecniche) fosse stata progettata prima (1971). Lo schema a motore anteriore e trazione posteriore (pur semplificato rispetto alla configurazione transaxle) era abbastanza comune nella produzione della concorrenza, ma era una novità assoluta per la casa tedesca che fino ad allora aveva sviluppato solo macchine a motore posteriore o motore centrale, trazione posteriore e raffreddamento ad aria.
La 924 fu un successo di vendite senza precedenti, e non solo permise a Porsche di uscire dalla grave crisi finanziaria in cui si trovava ma permise alla stessa casa di avere una solida base monetaria con cui continuare ad investire nello storico modello, la 911. La 924 fu sostituita dalla 944 nel 1982 nel mercato statunitense, ma continuò ad essere prodotta fino al 1985 per i restanti mercati.
Sempre nel 1985 fu introdotta la 924S, sostanzialmente basata sulle ultime 924 ma con il telaio della 924 Turbo e il motore 2,5 litri della 944, depotenziato a 150 cavalli.
In particolare in Italia, a causa del regime di tassazione che penalizzava le auto con cilindrata superiore a 2 litri, fu possibile acquistare la sportivissima 924 Turbo fino a fine 1983, oltre un anno dopo la cessazione della produzione per gli altri mercati.

## Storia del modello
Nel 1976 si chiudeva l'avventura della Volkswagen-Porsche Vertriebsgesellschaft Gmbh, la joint venture di Porsche e Volkswagen da cui uscivano le Volkswagen-Porsche 914. Già dai primi anni settanta la Volkswagen pensava allo sviluppo di una coupé sportiva, un'auto di prestigio da mettere al top di gamma: i vertici Volkswagen decisero quindi di affidare lo sviluppo e il design di questa nuova auto alla Porsche che sviluppò un nuovissimo chassis e un sistema di trasmissione tali da poter utilizzare un nuovo motore due litri quattro cilindri in linea a benzina, sviluppato a partire dal basamento di un motore analogo per cilindrata utilizzato in altri modelli Volkswagen (nel van LT e successivamente, modificato, nell'Audi 100).
La stessa Porsche si occupò anche dello sviluppo dell'intero telaio e del design degli interni. Quello che ne risultò fu un coupé dalle dimensioni importanti (oltre 4 metri e 20 centimetri), caratterizzato dalla trazione posteriore e dallo schema transaxle che permise di ottenere un ottimo bilanciamento dei pesi fra anteriore e posteriore (52%-48%).
A causa della crescente preoccupazione dovuta alla crisi petrolifera dei primi anni 70, la Volkswagen decise di accantonare momentaneamente il progetto, per poi accantonarlo definitivamente dopo la decisione di continuare con lo sviluppo dell'Audi Quattro. D'altro canto la Porsche aveva delle esigenze ben precise: trovare un modello entry-level che sostituisse la 914 e pensare ad una gamma di nuovi modelli che sostituisse in toto la 911, incompatibile con le nuove normative anti inquinamento acustico preannunciate negli USA.

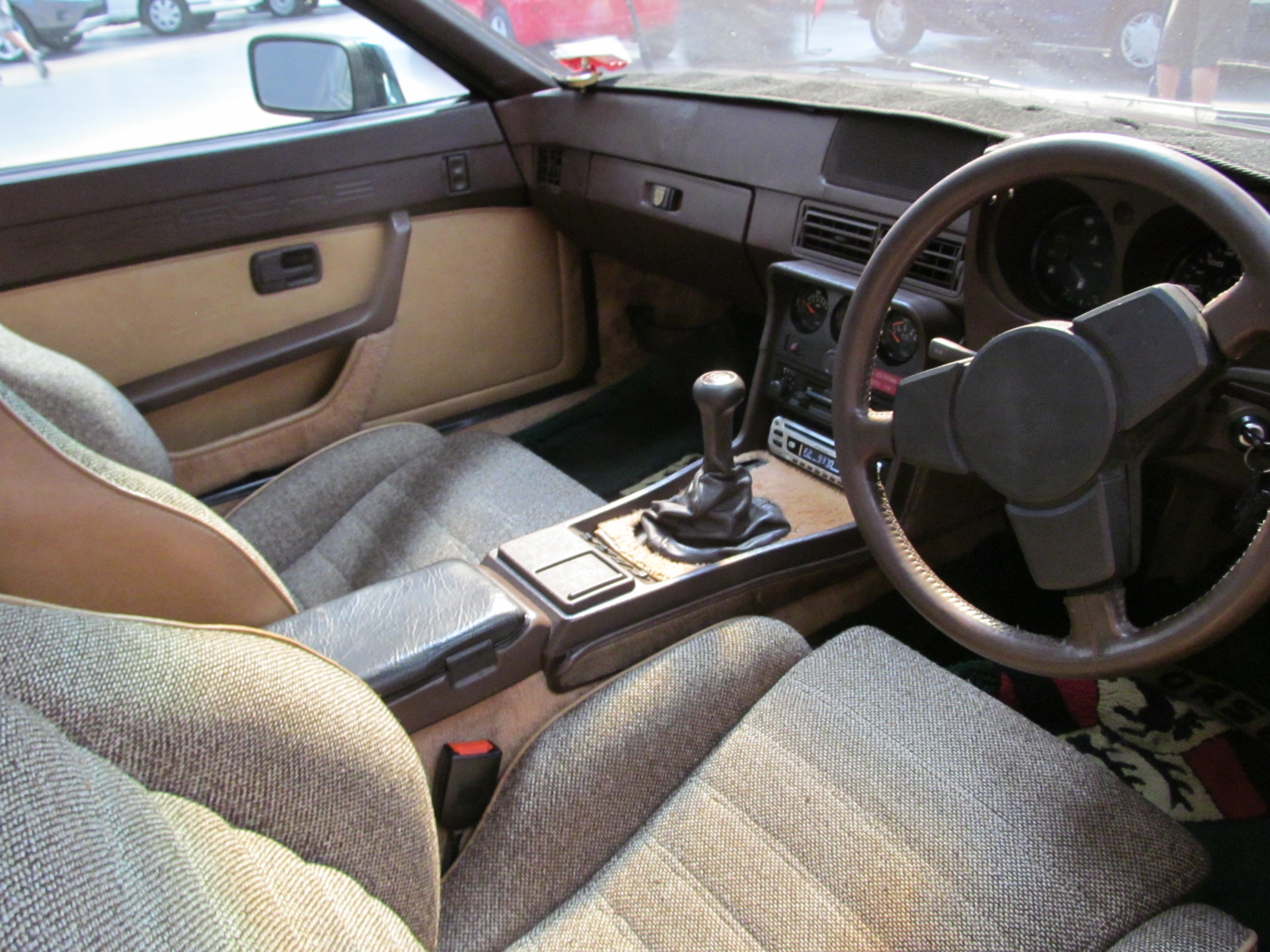
Interni

La Porsche quindi stipulò un accordo con la dirigenza Volkswagen impegnandosi ad acquistare l'intero design della 924 per 100 milioni di marchi tedeschi (notevolmente meno di quanto la Volkswagen spese per commissionare il design alla Porsche). L'accordo prevedeva che l'auto sarebbe stata costruita presso gli stabilimenti ex-NSU a Neckarsulm (a nord di Stoccarda, sede della Porsche), da manovalanza Volkswagen sotto la completa supervisione di tecnici e addetti alla qualità Porsche. Quello che ne risultò fu uno dei modelli best seller Porsche di sempre, che generò grandi introiti non solo per il successo di vendite ma anche per il fatto che era relativamente economico da produrre, almeno secondo lo standard Porsche.
Il responsabile del progetto EA425 (il codice interno della 924) fu Tony Lapine. Il design del veicolo fu affidato ad Harm Lagaay: i fari a scomparsa, il lunotto inclinato in vetro (vera sfida tecnologica per i tempi) e il frontale senza griglia diedero all'auto una linea cuneiforme. L'auto venne presentata sul mercato statunitense nel luglio del 1976 come Model Year 77 al prezzo base di 9,395 dollari USA.
Va sottolineato come la 924 vendesse più per le sue qualità che per il prezzo concorrenziale: un'aspirata ben equipaggiata costava decisamente di più dei modelli giapponesi concorrenti, spesso anche più prestazionali. In Italia, a titolo di esempio, nel 1982 la 924 costava a listino 18.579.000 lire: la più cara delle concorrenti, l'Alfetta GTV 2000, costava 14.809.000 lire.

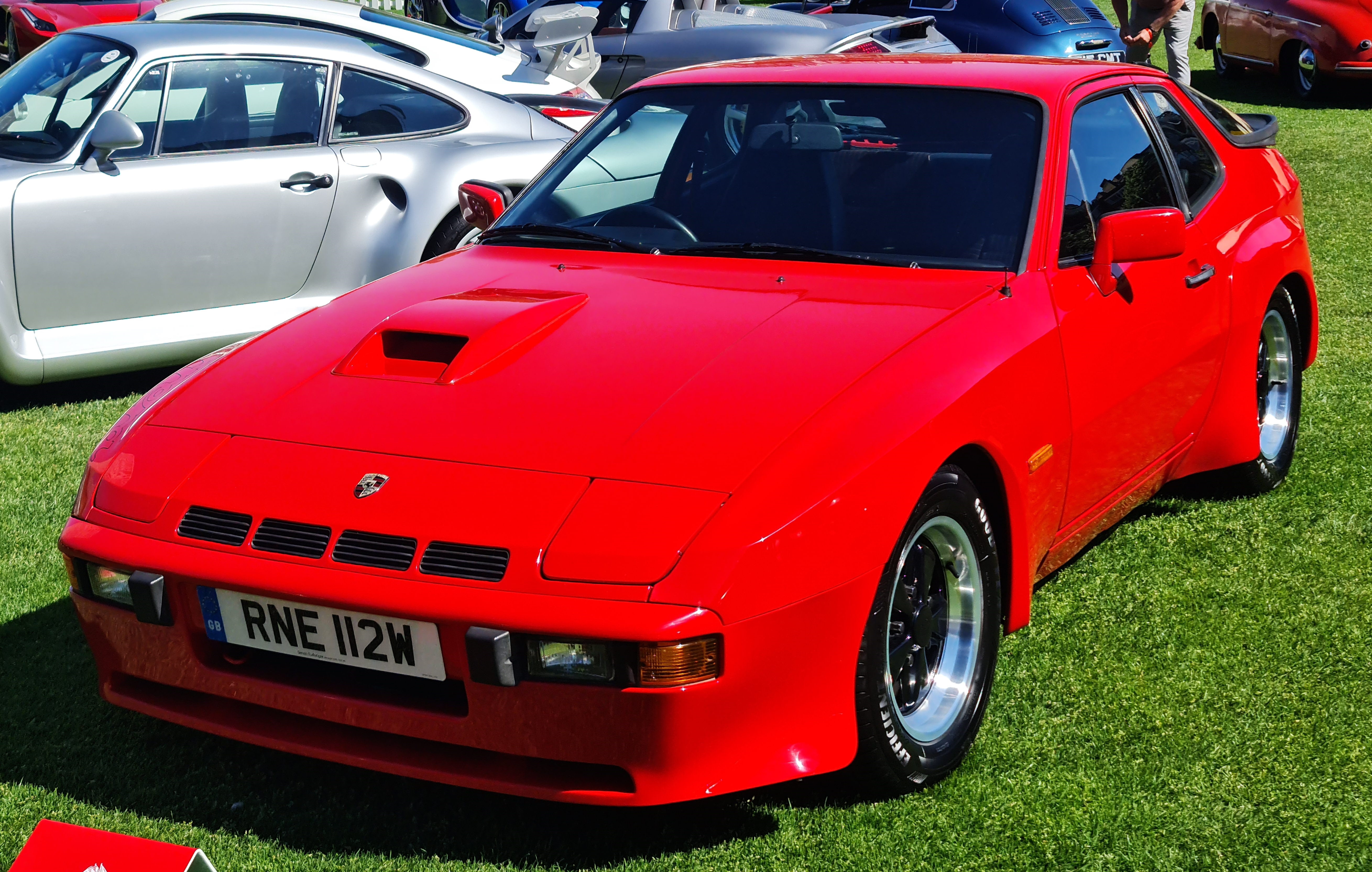
924 Carrera GT

La critica mondiale fu entusiasta del nuovo modello che presentava una facilità di guida totalmente sconosciuta ai precedenti modelli Porsche: l'efficacia del telaio però mise subito in evidenza una certa mancanza di cavalli che suscitò qualche critica da parte degli appassionati che non riconoscevano nelle prestazioni della vettura (comunque notevoli per l'epoca e per la cilindrata, superiori in ogni caso ai modelli che sostituiva) le caratteristiche tipiche dei modelli Porsche. In realtà è noto che la casa limitò volutamente le prestazioni del motore aspirato per non creare sovrapposizioni con l'allora modello base della 911, il 2.7 da 150 cavalli.
Per accontentare la sete di cavalli, Porsche fece uscire a fine 1978 la 924 Turbo: un'auto dalle prestazioni entusiasmanti, rivista in tutto (motore, telaio, freni, aerodinamica), in grado di sconfiggere la 911 SC 180 CV nelle prove dell'epoca. A differenza del motore aspirato, assemblato a Neckarsulm, il motore turbo veniva prodotto direttamente negli stabilimenti Porsche a Stoccarda. La produzione della 924 Turbo si concluse in anticipo, nel 1982 (1983 per il mercato italiano), per far spazio alla nuova 944 che inizialmente aveva prestazioni inferiori.
L'avventura della Porsche 924 si concluse nel 1985, dopo dieci anni di continui affinamenti in pieno stile Porsche e dopo 124.237 esemplari venduti (compresi i modelli speciali).

## Meccanica

### 924 aspirato

#### 1976-1979

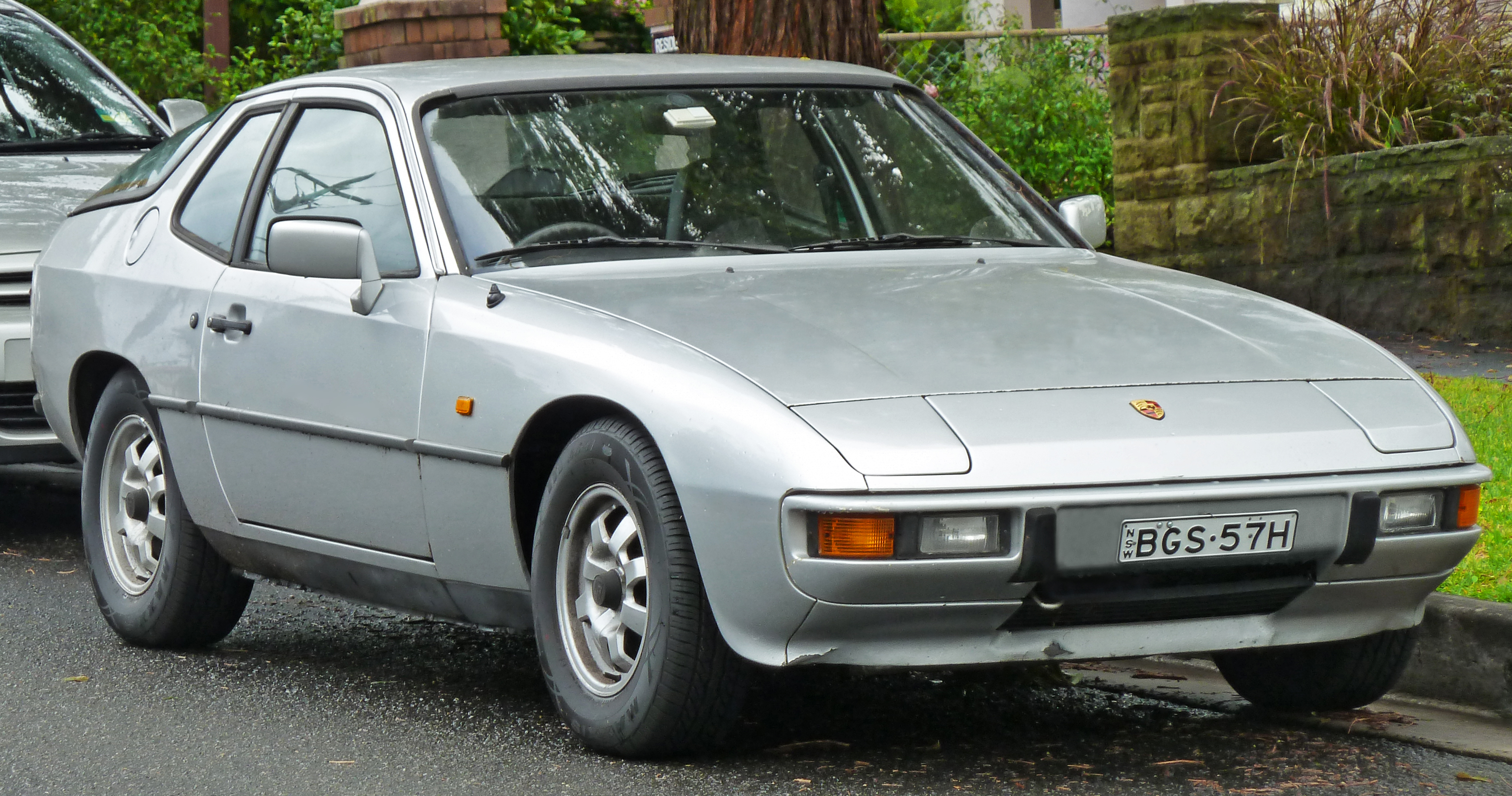
Una Porsche 924 MY 1977

Il motore della prima versione aspirata della 924, è un 1984 cm³ a benzina, 4 cilindri con 2 valvole per cilindro, un albero a camme in testa, raffreddato ad acqua, dotato di iniezione meccanica Bosch k-jetronic, leggermente superquadro (soluzione attuata in previsione della versione turbocompressa). Il basamento è derivato dal motore VW EA831, che eroga 95 CV (71 kW) sia su Audi 100 che su Volkswagen LT. La testa progettata da Porsche e l'iniezione k-jetronic portano la potenza disponibile a 150 CV (110 kW), ridotta poi con una modifica strutturale a 125 CV per motivi commerciali. La coppia motrice è di 165,7 Nm (16,9 kgm). La distribuzione è a cinghia, la ventilazione è affidata ad una ventola elettroattuata a due velocità.
Il cambio manuale a quattro marce (cod. 016/8) di derivazione Audi, inizialmente l'unico previsto, fu affiancato nel 1977 da un cambio automatico a tre marce (sempre di derivazione Audi). In questa configurazione, la casa dichiarava per le auto con specifiche europee (125 CV, codice motore XK, nessuna soluzione anti-inquinamento) una velocità massima di 200 km/h e un tempo di accelerazione da 0 a 100 km/h di circa 10 secondi.

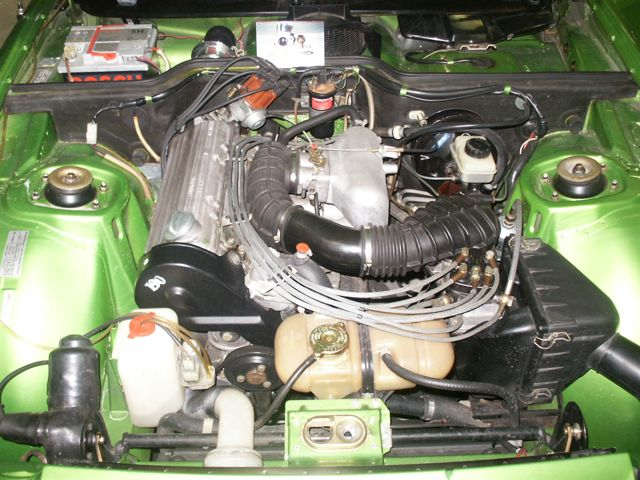
Vano motore di una delle prime 924 (1976)

Nel 1979, con l'avvento della Turbo, fu disponibile anche sull'aspirata un cambio Porsche di origine ZF a 5 marce di tipo "dogleg" (con la prima in basso a sinistra, cod. 016/Z).
L'impianto frenante, servoassistito, è di tipo misto con dischi pieni all'anteriore e tamburi al posteriore. Il sistema idraulico frenante è di tipo incrociato, in modo tale da garantire un'adeguata sicurezza in caso di guasto di una parte del circuito. Le ruote 185/70 R14 sono montate su cerchi in lega 6Jx14", di serie in Italia (su altri mercati erano disponibili pneumatici 165R14 su cerchi in lamiera da 14 pollici).

#### 1980-1985
Con l'introduzione del modello Turbo, Porsche riporta alcuni cambiamenti tecnici anche sul modello aspirato. La grossa novità riguarda l'introduzione di un cambio a 5 marce (cod. 016/9) con pattern standard di serie, che porta l'auto a 205 km/h e completa l'accelerazione da 0 a 100 km/h in 9,5 secondi; altre modifiche minori riguardano le barre stabilizzatrici, la testina della k-jetronic, l'alternatore maggiorato, il diverso sistema di raffreddamento del radiatore, il diverso sistema di accensione delle candele. Diventa possibile ottenere a richiesta uno spoiler sul lunotto posteriore, come sul modello Turbo, che diventerà standard a partire dal 1983.
È possibile anche, specificando in sede d'acquisto l'opzione M471, avere un'auto con lo stesso telaio del modello Turbo (compresi i freni a disco autoventilati su tutte le ruote).
Sempre con sovrapprezzo è ora possibile avere dei cerchi in lega 6Jx15" (detti "Millerighe" per il particolare disegno delle razze) con pneumatici 205/60 R15, somiglianti agli ATS montati sulla turbo ma con finitura diamantata all'esterno e nera opaca all'interno. Il serbatoio della benzina viene portato a 66 litri e si può dotare l'interno con tanti particolari montati sul modello Turbo (volante sportivo a 4 razze, cuffia cambio in pelle).

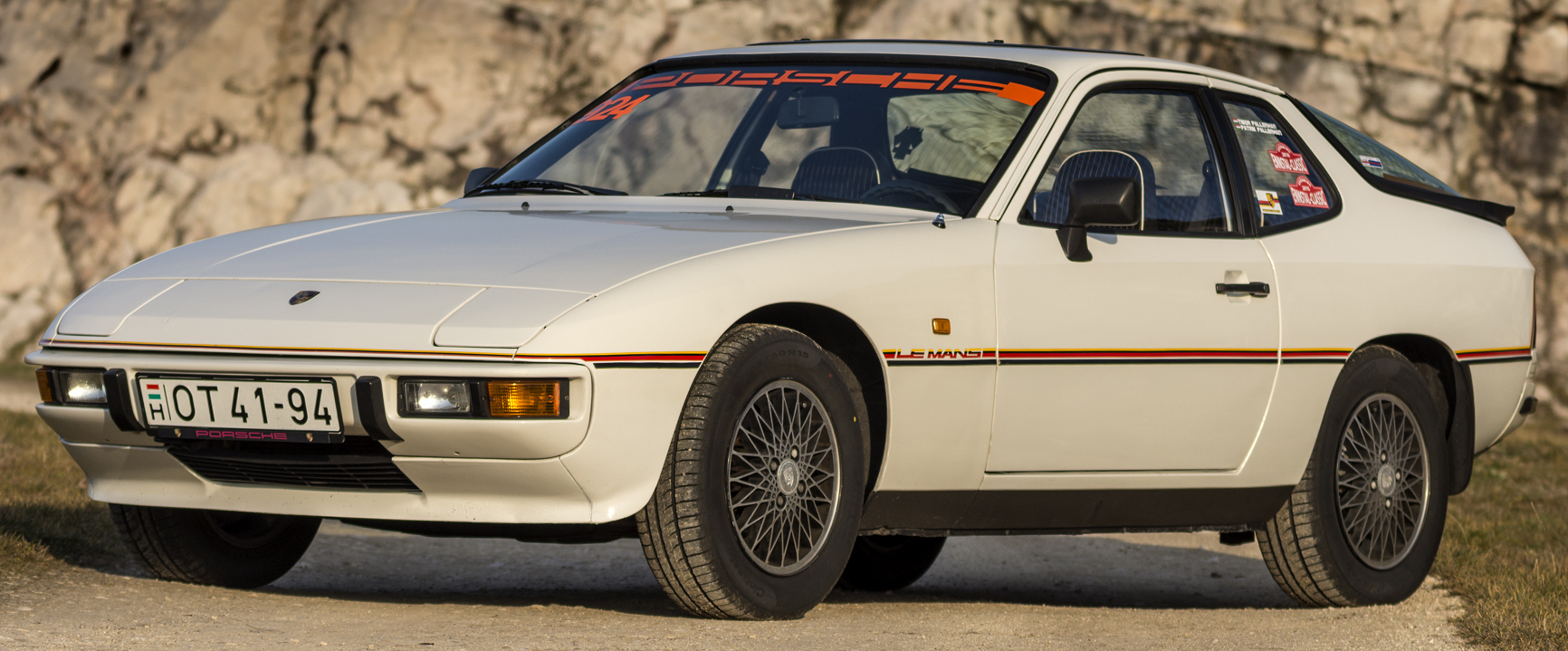
924 Le Mans 1980

Il modello, come da abitudine Porsche, continuerà a ricevere una serie di piccoli ma continui affinamenti come l'introduzione del tetto elettrico nel 1983 (prima solo manuale), lo sblocco elettrico del baule, l'impianto di riscaldamento modificato.
In seguito venne introdotta la versione Le Mans, che si presentava esclusivamente in colore bianco alpino e sottile livrea tricolore rossa nera e gialla lungo tutti i lati dell'automobile. Prodotta in versione aspirata, la "Le Mans" offriva cerchi in lega modello "millerighe" da 15", interni arricchiti da volante in pelle a quattro razze e cuffia del cambio in pelle. Vetri elettrici, sedili e rivestimento portiere rivestiti in tessuto pinstripe, alettone posteriore di serie. Ruotino di scorta del tipo collassabile.

### 924 Turbo

#### 1978-1980
Dopo l'esperienza conseguita con la 911 Turbo, Porsche fa uscire nel 1977 la versione turbocompressa della 924, spesso identificata dal suo codice progettuale interno 931. Al motore viene applicata una turbina KKK (senza intercooler), viene modificata la testa e tanti altri particolari del motore per garantire potenza ed affidabilità (ad esempio la forma diversa del cielo dei pistoni porta il rapporto di compressione a 7,5:1). Il risultato è una potenza di 170 CV (DIN) e una coppia motrice di ben 25 kgm, che garantiscono prestazioni da sportiva di razza (225 km/h, 0–100 km/h in poco più di 7 secondi).

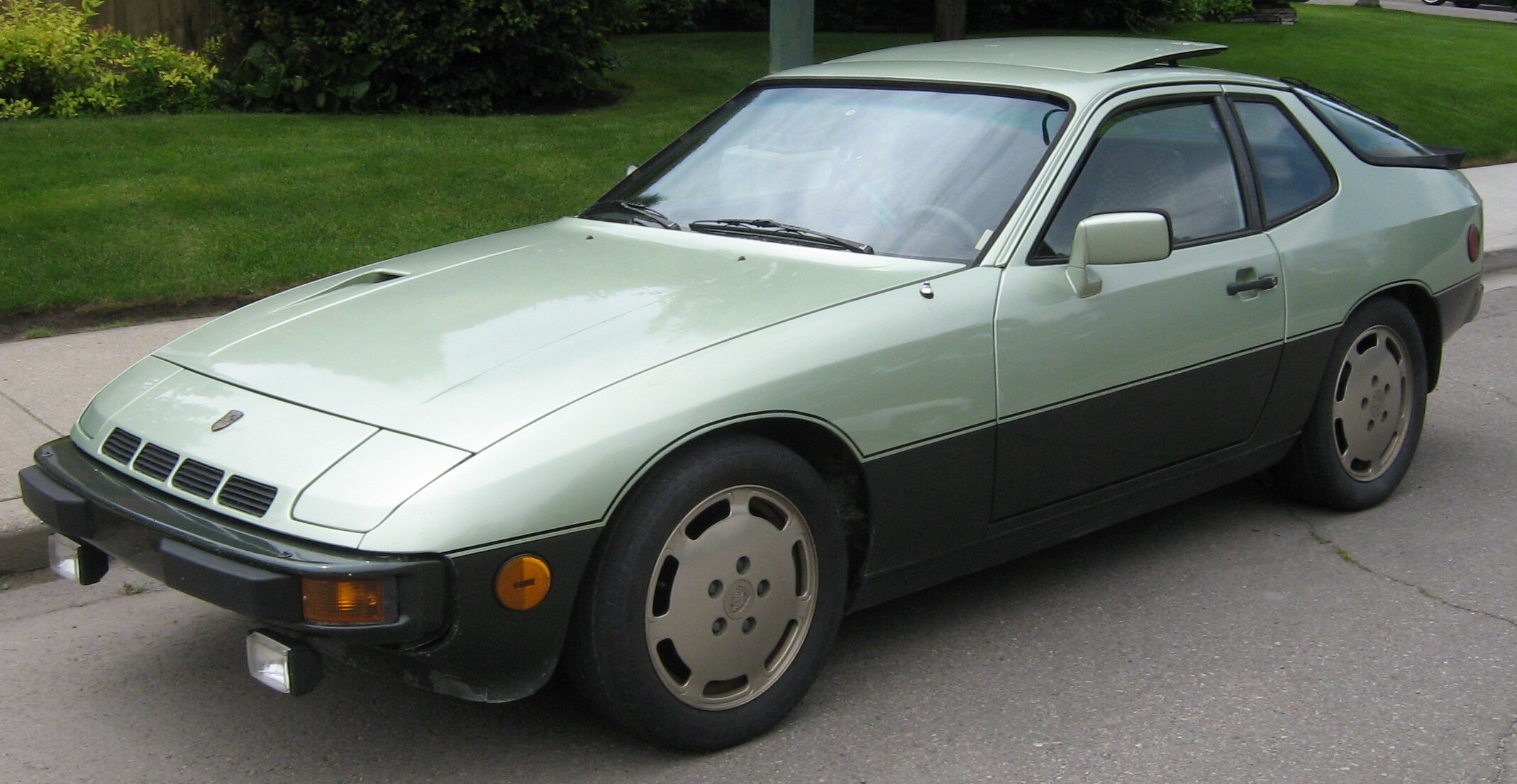
Una Porsche 924 Turbo

Lo sfruttamento della meccanica è tale che questi motori vengono assemblati a mano direttamente a Stoccarda, con tolleranze ridottissime. Per adeguare il telaio a queste nuove prestazioni, fu rivisto completamente l'impianto frenante (dischi autoventilanti su tutte e quattro le ruote) e in parte l'assetto (ammortizzatori e barre antirollio specifiche). Fu inoltre introdotta una frizione a comando idraulico. L'unico cambio disponibile per la 924 turbo era, per tutta la produzione, il 5 marce ZF "dogleg" tipo 016/Z. Per aumentare la deportanza alle alte velocità, la Turbo montava di serie un piccolo spoiler di gomma alla fine del lunotto posteriore.
Di serie la 924 Turbo esce, sul mercato europeo, con pneumatici 185/70 R15 montati su cerchi in lega leggera 6Jx15". L'attacco dei mozzi differisce da quello dell'aspirata (4x108) ed è a 5 fori; in opzione è possibile avere cerchi in lega leggera da 16" con pneumatici maggiorati.
Esternamente il modello Turbo si distingue subito per le feritoie sul musetto e per la presa NACA sul cofano anteriore. Col lancio di questo modello, Porsche diede la possibilità di avere la carrozzeria verniciata in due colori diversi (le cosiddette "dualtone").

#### 1981-1983
Nel 1981 la 924 Turbo viene rivista nella meccanica: in particolare, viene sostituita la turbina KKK con una maggiorata, in grado di resistere meglio alle sollecitazioni e in genere bisognosa di minor manutenzione. Viene eliminata l'accensione a spinterogeno in favore di un sistema di accensione elettronica, che assieme ad un aumento del rapporto di compressione da 7.5:1 a 8.5:1 porta la potenza a 177 CV (DIN) e la coppia motrice a 25,5 kgm. In questa configurazione, l'auto è in grado di superare i 230 km/h.

## Produzione

### 924
| Anno   | Prod.   | Resto del mondo | USA   | Giappone |
| ------ | ------- | --------------- | ----- | -------- |
| 1976   | 5.145   |                 |       |          |
| 1977   | 25596 * | 17675           | 7496  | 425      |
| 1978   | 21562   | 9474            | 11638 | 450      |
| 1979   | 20619   | 10475           | 9636  | 508      |
| 1980   | 12794   | 9094            | 3700  |          |
| 1981   | 11824   | 9669            | 2155  |          |
| 1982   | 10091   | 7814            | 2277  |          |
| 1983   | 5785    | 5785            |       |          |
| 1984   | 4659    | 4659            |       |          |
| 1985   | 15      | 15              |       |          |
| Totale | 121289  | 83004           | 36902 | 1383     |

* comprende 3000 "Martini" Special Edition
† comprende 1030
"Le Mans" Special Edition

‡ comprende 1015 "50 Jahre
Porsche/Weissach" Special Edition (dette anche "Jubileum" o "Giubileo")

### 924 Turbo (931)
| Anno   | Prod. | Resto del mondo | USA    | Giappone |
| ------ | ----- | --------------- | ------ | -------- |
| 1979   | 2932  | 1982            | 950    |          |
| 1980   | 5243  | 1803            | 3440   |          |
| 1981   | 3312  | 1783            | 1529 * | 1529     |
| 1982   | 1819  |                 | 876    | 943      |
| 1983   | 310   | 310             |        |          |
| Totale | 13616 | 5568            | 6795   | 943      |

* Totale delle automobili vendute in Giappone e negli Stati Uniti

† Modelli importati solo in Italia

### 924 Carrera GT (937/938)
| Anno | Prod. | Germania | UK | Resto del Mondo | Note                |
| ---- | ----- | -------- | -- | --------------- | ------------------- |
| 1980 | 406   | 200      | 75 | 131             | Inclusi i prototipi |

### 924S
| Anno   | Prod. | Resto del mondo | USA  | Note                                        |
| ------ | ----- | --------------- | ---- | ------------------------------------------- |
| 1986   | 3536  | 3536            |      |                                             |
| 1987   | 8940  | 1993            | 6947 |                                             |
| 1988   | 4193  | 2003            | 2190 | Produzione terminata nel settembre del 1988 |
| Totale | 16669 | 7532            | 9137 |                                             |

Esisteva anche un allestimento sportivo per la 924S, importato solo per gli Stati Uniti, del quale non si hanno però i dati circa la produzione.

### 924 Special Production
| Anno   | Modello          | Prod. | Note                                  |
| ------ | ---------------- | ----- | ------------------------------------- |
| 1978   | 924 Rallye Turbo | 4     |                                       |
| 1979   | 924 Rallye Turbo | 1     |                                       |
| 1979   | 924 SCCA         | 16    | Solo per il mercato degli Stati Uniti |
| 1979   | 924 Group 4      | 1     | Ricavata dalla versione stradale      |
| 1980   | 924 Le Mans GTP  | 4     |                                       |
| 1981   | 924 Carrera GTS  | 59    |                                       |
| 1981   | 924 Carrera GTR  | 17    |                                       |
| Totale |                  | 101   |                                       |